# Journal of Family Psychology
Journal of Family Psychology – recenzowany periodyk naukowy zawierający prace z dziedziny psychologii rodziny. Czasopismo zostało założone w 1987 roku i jest wydawane przez Amerykańskie Towarzystwo Psychologiczne.
W 2014 roku spośród 436 nadesłanych do redakcji manuskryptów do publikacji zaakceptowano 22%.
Impact factor czasopisma za 2014 rok wyniósł 7,972, co uplasowało je na 13. miejscu wśród 40 czasopism w kategorii „nauki o rodzinie”. Na polskiej liście czasopism punktowanych przez Ministerstwo Nauki i Szkolnictwa Wyższego z 2015 roku „Journal of Family Psychology” otrzymało 35 punktów. SCImago Journal Rank czasopisma za 2014 rok wyniósł 1,086, co dało mu 39. miejsce na 217 periodyków w kategorii „psychologia”.